# The best (autobiografia)
The best è l'autobiografia di George Best, celebre ex calciatore Nordirlandese che legò gran parte della sua carriera al Manchester United. Il libro è stato scritto in collaborazione con il giornalista sportivo Roy Collins.

## Edizioni
- George Best e Roy Collins, The best, traduzione di Fabio Paracchini, collana Super Tascabili, BCDe, 2001,  p. 295, ISBN 978-88-6073-160-9.